# Interstate 680
Interstate 680 (I-680) is een 113,5 kilometer lange Interstate highway in de Amerikaanse staat Californië. De snelweg loopt van noord naar zuid ten oosten van de San Francisco Bay Area, in Noord-Californië. Ze begint in San Jose, maakt bij Fremont een bocht landinwaarts en loopt zo langs steden als Pleasanton, Dublin, San Ramon, Danville en Walnut Creek. I-680 bereikt de Straat van Carquinez nadat de weg ten westen van Concord en door Martinez is gepasseerd. De Benicia-Martinez-brug leidt de I-680 over de zeestraat en zo naar de I-80 tussen Vallejo en Fairfield.
Het deel tussen het kruispunt met State Route 238 in Fremont en dat met SR 24 in Walnut Creek maakt deel uit van het State Scenic Highway System.